# Олексюк, Ксения Максимовна
Ксения Максимовна Олексюк (22 марта 2003, Санкт-Петербург) — российская футболистка, полузащитница клуба «Чертаново» и сборной России.

## Биография
Начала заниматься футболом в команде «Приморочка», первый тренер — Елена Васильева. Позднее занималась в УОР № 1 и в клубе «Аврора». В составе «Авроры» участвовала в матчах высшего дивизиона России по мини-футболу, также во втором составе команды играла во взрослом чемпионате г. Санкт-Петербурга по мини-футболу.
В начале 2020 года перешла в новосозданный клуб по большому футболу «Зенит». Дебютный матч в высшем дивизионе сыграла 6 августа 2020 года против клуба «Звезда-2005». Всего в своём первом сезоне провела 10 матчей в высшей лиге. На следующий год вышла на поле только один раз, а её клуб завоевал бронзовые медали. В январе 2024 года перешла в «Чертаново» на правах аренды.
Выступала за юниорскую и молодёжную сборную России. В 2022—2023 гг. провела 5 неофициальных матчей за основную женскую сборную России. Первый официальный матч за сборную провела 27 февраля 2024 года против сборной Ботсваны.